# Siàlia occidental
La siàlia occidental (Sialia mexicana) és un ocell nord-americana pertanyent al gènere Sialia i de la família dels túrdids.